# Hans Niederdorfer
Hans Niederdorfer (* 13. Mai 1938 in Chur; † 23. Juli 2016 in Trimmis) war ein Schweizer Klarinettenspieler, Kapellmeister und Komponist aus Trimmis im Kanton Graubünden.
Er war gelernter Radioelektriker und betätigte sich als Musikproduzent, Musikverleger und Konzertveranstalter. Mit 23 Jahren im Jahre 1961 gründete er die Ländlerkapelle Via Mala. Der Name leitet sich ab von einer bekannten Schlucht, die der Hinterrhein oberhalb von Thusis durchfliesst. Bereits ein Jahr später kam eine erste Schallplatte mit seinen Interpretationen heraus, der dann etwa 30 weitere folgten.
Seither trat der Klarinettist in der Regel mit zwei Akkordeonisten und einem Bassgeigenspieler auf. So entwickelte er eine unverkennbare Stilrichtung, die einer Synthese zwischen dem Bündner- und dem Innerschweizerstil entspricht. Seine wohl bekannteste Eigenkomposition ist der Ländler So hemmers gera (So haben wir es gern). Ausserdem sind viele seiner Schottisch-Kompositionen sehr beliebt. Er moderierte auch Radiosendungen im Lokalradio. Früher war er im Volksmusik-Journal auf Schweizer Radio DRS 1 von und mit Wysel Gyr der Bündner Korrespondent. Hans Niederdorfer kümmerte sich auch um die Schweizer Volksmusikszene.
Die Schweizer Landesfonotek führt über 200 Tonträger auf, auf denen er entweder mitwirkt oder Kompositionen von ihm gespielt werden.

## Auszeichnungen
- Goldener Violinschlüssel 1997 für seine Verdienste als Ländlermusikant, Komponist und Verleger, sowie für seinen engagierten, vorbildlichen Einsatz zur Pflege und Förderung der Volksmusik.
- 17. November 2000 Anerkennungspreis des Kantons Graubünden, in Würdigung seiner grossen Verdienste als Ländlermusikant, Komponist und Verleger, sowie seines Einsatzes zur Pflege und Förderung der Ländlermusik.
- 29. November 2002 Terra Grischuna Preis, mit diesem Preis wird eine Person ausgezeichnet, die sich mit besonderen Ideen und Engagement für Graubünden und seine Bewohner verdient gemacht hat.